# 康埃卢苏阿克
康埃卢苏阿克 （格陵蘭語發音：[kaˌŋɜˈɬːusːuɑq]），或按丹麦语名译为南斯特伦菲尤尔（丹麥語：Søndre Strømfjord），是格陵兰西部凯卡塔市镇的定居点，该定居点的名字取自于康埃卢苏阿克峡湾。该定居点的人口数为508。
它是格陵兰岛的主要航空运输枢纽，也是格陵兰岛最大的商业机场所在地。该机场的历史可追溯至二战期间和战后的美国定居点，当时该地点被称为Bluie West-8，然后设立了Sondrestrom空军基地。康埃卢苏阿克地区也是格陵兰岛最多样化的陆生动物群的家园，包括麝牛、驯鹿和矛隼。当地的经济几乎完全依赖于机场和旅游业。